# Miguel Iglesias (distrito)
Miguel Iglesias é um distrito do Peru, departamento de Cajamarca, localizada na província de Celendín.

## Transporte
O distrito de Miguel Iglesias não é servido pelo sistema de estradas terrestres do Peru.